# Тунцзидань
Тунцзидань (кит. спр. 童子蛋, піньїнь: Tóngzi dàn) — традиційна страва, поширена в місті Дунян провінції Чжецзян, Китайська народна республіка. Готується з курячого яйця. Вживається навесні.

## Історія
Китай має давню історію збереження продуктів харчування. Наприклад, чайні яйця були спочатку винайдені, щоб зберігати їжу протягом тривалого періоду часу. Традиції вживання «весняних яєць» вже кілька століть. В античні часи курячі яйця були одними з найдоступніших для селян та фермерів харчових продуктів. Незважаючи на те, що рис давав найбільший врожай, був більше поширеним, більшість селян з Чжецзян вирощували власних свиней та птиці на своїй землі. Однак офіційно невідомо, як саме було винайдено тунцзидань. Вперше в європейській пресі вона була описана у 1891 році. У 2008 році тунцзидань отримав від місцевого уряду статус предмета нематеріальної культурної спадщини провінції Чжецзян.

## Приготування
Для приготування страви, що вважається «весняним делікатесом» (оскільки готуються навесні), курячі яйця відварюють в сечі, зібраної виключно у хлопчиків, які не досягли віку статевої зрілості та є незайманими. Після закипання рідини яйця витягують з неї і надбивають яєчну шкаралупу для того, щоб сеча проникла всередину яйця. На цій стадії їх залишають ще на деякий час доварюватися, щоб все добре просочилося і ввібрало аромат. Процес варіння займає цілий день, при википанні додають нову сечу. Коли яєчна шкаралупа розтріскується, тунцзидань, солоний на смак, вважається готовим до вживання.
Для збору сечі хлопчиків до 10 років в школах регіону встановлюють спеціальні відра. При цьому мочитися в такі відра дозволяється тільки здоровим дітям: зазвичай вчителі нагадують хлопчикам, якщо вони захворіли, не писяти в відра. Немає чіткого пояснення, чому необхідно використовувати сечу саме цнотливих хлопчиків: ця традиція вже існує декілька століть.
Яйця тунцзидань продаються з лотка; зазвичай за ціною в два рази більшою, ніж ціна простих крутих яєць: приблизно півтора юаня. Сеча хлопчиків — традиційний засіб китайської медицини. Багато місцевих жителів вірять в те, що делікатес має лікарську цінність, діючи як жарознижувальний і кровоспинний засіб, яйця живлять тіло, поліпшують кровообіг і запобігають від теплового удару. Однак наукова медицина цього не підтверджує.